# Union sportive alençonnaise 61
Actualités
L'Union sportive alençonnaise 61 est un club français de football  basé à Alençon qui évolue en National 3.

## Historique
Un club, fondé en 1905 sous le nom d'Union sportive d'Alençon, n'a pas duré. Il a ensuite fallu attendre 1917 pour que des élèves de l'École normale créent le Club sportif alençonnais (club omnisports). Sa section football sera le club phare de la ville, accédant à la Division 3 par deux fois au début des années 80. Cependant, ces années en championnat national sont aussi synonymes de difficultés financières accrues pour un club qui possédait son stade à l'époque. En 1991, la section, toujours en difficulté, quitte le club omnisports afin de gagner son indépendance et ainsi obtenir de plus amples subventions de la part de la ville. 
En 1994, en raison des problèmes financiers, le CSA football est contraint de disparaître (bientôt suivi par les autres sections du club omnisports en 1995) et dépose le bilan. L'équipe première, évoluant en Division d'honneur régionale est alors radiée. Le reste du club fusionne avec une équipe de deuxième division de district, l'Étoile alençonnaise : l'US Alençon est née et débute en 1re division de district avant de progressivement monter les divisions régionales.
Des entraîneurs ont marqué l'histoire du club : Christophe Bozec pour l'accession en DH en 2002 ; Philippe Fourier pour celle en CFA 2 en 2005 ; Christophe Ferron qui, écarté en 2006, est revenu à l'été 2008 et a permis à l'équipe d'atteindre à deux reprises les 32e de Coupe de France. L'équipe atteindra même la finale de la coupe de Basse-Normandie mais s'inclinera sur le score de 1-0 face au FC Flers.
Lors de la saison sportive 2010-2011, Christophe Ferron est l'entraîneur de l'US Alençon pour la dernière année en CFA 2, après trois ans passés à la tête de l'équipe fanion. En effet, le lundi soir 2 mai 2011, le comité directeur de l'US Alençon s'est réuni pour prendre la décision de la mise à l'écart de Christophe Ferron à partir de cette date. Le samedi 7 mai 2011, l'USA remporte (2-1) sa première coupe de Basse-Normandie face à l'équipe d'Orbec, au stade Michel-d'Ornano à Caen. Malheureusement, cette victoire n'est pas suivi par de bons résultats en CFA 2 et Alençon est relégué en DH Basse-Normandie à l'issue de la saison 2010/2011. Après deux saisons marquées par une accession ratée en CFA2 et une finale (perdue) de coupe de Basse-Normandie, Christian Lair décide de quitter ses fonctions de président après 13 ans passés à la tête du club. Il est remplacé par une présidence collégiale : Nicolas Bansard et Sébastien Retaux désormais respectivement responsables du sportif et de l’administratif. À partir de la saison 2014-2015, Vincent Laigneau, en provenance de l'AF Vire, devient entraîneur de l'équipe première du club, qu'il quittera à l'issue de la saison 2023-2024.
A l'issue de la saison 2016-2017 et grâce à la réforme des compétitions nationales amateurs de la FFF, l'US Alençon retrouve le niveau supérieur, la nouvelle National 3, 6 ans après l'avoir quitté.

## Palmarès
- Division 4 (Groupe B) (2)
  - Champion : 1980, 1982

- DH Basse Normandie (1)
  - Champion : 2005

- Coupe de Basse-Normandie (1)
  - Vainqueur : 2011
  - Finaliste : 2008, 2013, 2016

- DH Normandie (1)
  - Champion : 1953

- Coupe de Normandie (2)
  - Vainqueur : 1959, 1969

## Bilan sportif
| Championnat          | Saisons | Titres | J   | Pts | G   | N   | P  | Bp  | Bc  | Diff |
| -------------------- | ------- | ------ | --- | --- | --- | --- | -- | --- | --- | ---- |
| D3 (1981, 1983)      | 2       | 0      | 64  | 46  | 15  | 16  | 33 | 72  | 115 | -43  |
| CFA 3e niveau (1954) | 1       | 0      | 22  | 14  | 4   | 6   | 12 | 23  | 62  | -39  |
| D4 (1979-1989)       | 9       | 2      | 234 | 255 | 88  | 79  | 67 | 304 | 248 | +56  |
| National 3           | 13      | 0      | 333 | 669 | 126 | 110 | 97 | 500 | 413 | +87  |
| Division d'Honneur   | 33      | 2      | 768 | -   | -   | -   | -  | -   | -   | -    |

Dernière mise à jour : fin de la saison 2023-2024

## Les entraîneurs
CS Alençon :
- 1984-1987 :  Philippe Troussier

US Alençon :
- 2000-nov. 2000 : Mohamed Lekkak
- 2005-2006 : Christophe Ferron (entraîneur-joueur)
- 2008-2011 : Christophe Ferron
- 2024- : Arnaud Cormier

## Anciens joueurs
- Benjamin Morel, joueur à l'USON Mondeville
- Jérôme Hiaumet
- Fabien Debotté
- Arnold Mvuemba, passé par le Stade Rennais, le FC Lorient et l'Olympique Lyonnais

## Bilan saison par saison

### Séniors Hommes
Les résultats avant 1994 sont ceux du CS Alençon (club dont est issu l'US Alençon dont la première véritable saison est 1994/1995).